# Антияпонський збройний фронт Східної Азії
Східноазійський антияпонський збройний фронт (яп. 東アジア反日武装戦線, Higashi Ajia Hannichi Busō Sensen, східноазійський антияпонський збройний фронт)  — японська нова ліва терористична організація, яка існувала з 1972 по 1975 рік.
EAAJAF самоідентифікувалася як ліва група, яка сповідувала антияпонську ідеологію революції проти японської держави, корпорацій і символів японського імперіалізму, і була класифікована як крайня ліва нелегальна група, натхненна антияпонським анархізмом. На початку 1970-х років EAAJAF здійснила серію вибухів трьома осередками, включно з вибухом у Mitsubishi Heavy Industries у 1974 році, поки не була розпущена, коли більшість її членів були заарештовані японською владою.
Деякі члени приєдналися до японської Червоної армії.

## Походження та історія

### Комітет боротьби класу L університету Хосей
Коріння Східноазіатського антияпонського збройного фронту лежать у Комітеті боротьби, який було сформовано навесні 1970 року Масасі Дайдодзі, який на той час навчався на курсах історії на факультеті гуманітарних наук Університету Хосей у Токіо. Назва походить від університетського класу, до якого належав Дайдодзі, і фракційно його класифікували як «несектистський радикал», японський новий лівий рух, який відмовився приєднатися до комуністів чи будь-якої іншої встановленої групи. Дайдодзі закликав студентів філософії та літератури з інших факультетів взяти участь, і членство ненадовго зросло до понад 100 осіб. Разом із розпадом впливового руху Зенкіото (або Об’єднаного комітету боротьби за весь кампус), Комітет боротьби класу L також природним чином закінчив існування, і Дайдодзі покинув університет Хосей.

### Дослідницька група
У серпні 1970 року була створена «Дослідницька група», зосереджена на Дайдодзі та головних членах Комітету боротьби класу L. Ця група проводила інтенсивні дослідження «злих справ» японського імперіалізму в Азії, що розпалювало серед них крайні антияпонські ідеї. Вони використовували такі книги, як Записи насильницького рекрутингу корейців (яп. 朝鮮人強制連行の記録, Chōsenjin Kyōsei Renkō no Kiroku)  як їхній поточний навчальний матеріал. У той же час вони також цікавилися міською партизанською війною та вивчали матеріали про рух опору, і незабаром ці дві теми зійшлися в ідеї, що вони повинні створити збройний антияпонський рух. У січні 1971 року дослідницька група почала проводити свої перші експерименти з саморобними бомбами.

### Початок «агітаційної боротьби»
Для початку було вирішено, що вони підірвуть споруди, які були символами японського імперіалізму, як частину так званої «кампанії боротьби», спрямованої на звернення до мас. Вони здійснили три атаки: підрив храму Коа Каннон 12 грудня 1971 року, підрив осуарію Содзі-дзі 6 квітня 1972 року та підрив Фусецу но Гунзо та Інституту північних культур 23 жовтня 1972 року. Вони вважали, що ці цілі пов'язані відповідно з участю Японії у Другій світовій війні, японською колонізацією Кореї та підкоренням айнів Хоккайдо.
Після цих трьох атак вони вирішили перейти до повномасштабних терактів.

### Народження Східноазійського антияпонського збройного фронту
У грудні 1972 року група обрала назву Східно-Азіатський антияпонський збройний фронт (EAAJAF), але усвідомлювала, що цю може використовувати будь-яка антияпонська група. EAAJAF вирішила, що їм потрібні індивідуальні назви для власних осередків, а Дайдодзі та його команда зупинилися на імені "Вовк" (яп. 狼, Ōkami), щоб відобразити образ гордої незалежності.
У 1973 році EAAJAF готувалися до своїх атак, розробляли бомби та збирали військові кошти для фінансування своїх операцій. Вони створювали бомби за допомогою інструментів і скоадників, які мали під рукою, але були також члени, які копали і створювали під підлогою власних квартир підземні підвали для виготовлення бомб. Крім того, щоб донести свої послання до громадськості, вони взялися за написання власного трактату Hara Hara Tokei, який вони опублікували в березні 1974 року. 14 серпня 1974 року вони намагалися підірвати залізничний міст, яким їхав королівський потяг імператора Хірохіто. Це було названо «операцією «Веселка». Акцію було скасовано незадовго до запланованого теракту, оскільки було розкрито одного з учасників.
Наступного дня Мун Сегванг, член Чонґріон і бойовик, який походив із організації «Збройний фронт старшокласників за насильницьку революцію», пов’язаний з Пролетарською армією, яка, у свою чергу, мала низку зв’язків з анархістами, здійснив замах на життя президента Південної Кореї Пак Чон Хі. Осередок Вольфа EAAJAF надихнувся до нових терористичних вибухів цим вчинком Мун Сегванга.
30 серпня 1974 року EAAJAF скоїли теракт на заводі Mitsubishi Heavy Industries підірвавши бомбу в головному офісі компанії у Токіо, убивши 8 людей і поранивши 376. Вибух спричинив руйнування, які значно перевершили очікування EAAJAF, і відтоді вони розпочали серійні підриви японських корпорацій за допомогою нещодавно об’єднаних осередків "Скорпіон" (яп. さそり, Sasori) та "Ікла Землі" (яп. 大地の牙, Daichi no Kiba)  до травня 1975 року.

### Масові арешти
Спочатку в членстві підозрювали Рю Ота, який, як і EAAJAF, виступав за «революцію айнів». Невдовзі невинність Оти було доведено, але японська поліція припустила, що в його ідеологічному оточенні десь були оперативники EAAJAF, і, вирішивши націлитися на «Товариство повстання» та «Товариство сучасної думки», до яких був причетний Ота. Учасників Нодока Сайто та Норіо Сасакі було викрито. Поки стежили за цими двома, також викривали інших членів групи один за одним. Сасакі приєднався до організації світських буддистів Сока Гаккай, і хоча він прикидався переконаним членом і щодня роздавав сутру лотоса, його також викрили.
19 травня 1975 року було заарештовано сім ключових членів: Масасі Дайдодзі та його дружину Аяко, Сайто, Екіда, Сасакі, Масунага та Курокава, а також студента медсестри, якого вважали співучасником. Сайто покінчив життя самогубством незабаром після арешту, а двох учасників, які втекли з облави, Угаджін і Кірішіму, було оголошені в національний розшук.

## Події після розпаду EAAJAF
4 серпня 1975 року японська Червона армія захопила заручників у консульстві Сполучених Штатів у Куала-Лумпурі, і японський уряд піддався їхнім вимогам звільнити Норіо Сасакі. Судовий процес над рештою терористів розпочався 25 грудня 1975 року, але 28 вересня 1977 року група японських оперативників Червоної армії, включаючи Сасакі, захопила рейс 472 авіакомпанії Japan Airlines і через два дні змусила звільнити Аяко Дайдодзі та Юкіко Екіду. Вони обидва приєдналися до японської Червоної армії. У 1979 році Hara Hara Tokei Special Issue #1 було опубліковано підпільно групою під назвою Східноазійський антияпонський збройний фронт KF Unit, названий за кодовими іменами двох членів, які покінчили життя самогубством. Вважалося, що книга, яка обгрунтовує антияпонську збройну боротьбу, була створена досі ув'язненими членами, оскільки адресою видавця був Токійський будинок ув'язнення.
Масасі Дайдодзі та Тосіакі Масунага було засуджені до смертної кари, а Йосімаса Курокава отримав довічне ув'язнення з каторжними роботами. У липні 1982 року Хісаічі Угаджін був заарештований і засуджений до 18 років ув'язнення з каторжними роботами. 24 березня 1995 року було затримано Юкіко Екіду під час переховування в Румунії за підозрою в підробці посвітчення особи. Її депортували, заарештували в літаку до Японії і на суді засудили до 20 років ув'язнення з каторжними роботами. Її було звільнено 23 березня 2017 року після відбуття покарання. Сьогодні Норіо Сасакі та Аяко Дайдодзі все ще перебувають у міжнародному розшуку.
Масасі Дайдодзі помер у в'язниці 24 травня 2017 року через ускладнення множинної мієломи. Масунага, який все ще перебуває в камері смертників, вимагає нових судів, ведучи «боротьбу за ґратами», яка включає написання революційних есеїв та книг у тюремній камері. Дайдодзі також брав участь у цій «боротьбі» аж до своєї смерті.
25 січня 2024 року японська поліція повідомила, що взяла під варту чоловіка, який стверджував що є Сатоші Кірішіма, в лікарні в префектурі Канагава. На час арешту Кірішіма був одним із найрозшукуваніших людей у Японії, уникаючи арешту впродовж 49 років попри плакати з його розшуком та фотографією розміщені по всій країні. Чоловік, який назвався Кірішімою, під іншим іменем звернувся до лікарні з приводу раку в термінальній стадії та під час лікування сказав персоналу лікарні, що він втікач Сатоші Кірішіма, і що він зробив це зізнання, оскільки відчував, що скоро помре, і хотів прожити те, що залишилося від його життя під його справжнім ім'ям. Після того, як чоловік зробив цю заяву, було викликано поліцію, і його заарештували, у чоловіка провели тест ДНК, щоб перевірити, чи справді він Кірішіма. Його взяла під варту столична поліцієя Токіо. Кірішіма розповів слідству деякі подробиці нападу. 29 січня 2024 року він помер від раку. Результати тесту ДНК на час його смерті ще не були готові, проте пізніше показали, що він, ймовірно, справді був Кірісімою.

## Відмінні характеристики
Можливо, через те, що спочатку вони були однокласниками, EAAJAF була відома тим, що відкидала "внутрішню боротьбу" (яп. 内ゲバ, uchigeba), яка іноді проявлялася як агресивні сеанси самокритики, популярні серед японських нових лівих груп, щоб викрити тих серед своїх членів, які були ідеологічно не чисті. Об’єднана Червона Армія, наприклад, убила 14 зі своїх 29 членів менш ніж за рік під час таких засідань. Навпаки, в EAAJAF не було кривавих чисток, і тим членам, які мали сімейні зобов’язання або були нездатні психічно витримати боротьбу, було дозволено піти без покарання. Нахоко Араї, яка допомагала писати Hara Hara Tokei, і Йошімі Фудзісава, який брав участь у ранніх тренуваннях групи з вибухівкою, обидва залишили групу без інцидентів після того, як озвучили особисті проблеми.
EAAJAF не мала централізованих систем чи керівництва, наприклад центрального комітету. Лідери трьох осередків EAAJAF контактували один з одним і більше ні з ким. Не було жодного змішування між колегами, і навіть їхні ідеологічні позиції дещо відрізнялися. Члени EAAJAF також не відмежовувалися від публічної сфери. Вони обрали стратегію працювати вдень як звичайні корпоративні співробітники або офіціянти в кафе та виконувати свою політичну та терористичну діяльність вночі. Ця політика також була викладена в Hara Hara Tokei, і ідея полягала в тому, що, не беручи участь у активних діях і прикидаючись цілком чесними громадянами, вони не викликатимуть недовіри серед оточуючих. Через це члени EAAJAF не брали участі в робітничих рухах на своїх робочих місцях або соціальних рухах у своїх районах.
У той час як інші групи, такі як фракція Червоної армії Комуністичної ліги, попередниця японської Червоної армії, збирали кошти незаконними способами, зокрема пограбуванням банків, оперативники EAAJAF отримували зарплату, працюючи на звичайних роботах, і забезпечували законне джерело доходу, інвестуючи половину своїх статків у свою діяльність. Незважаючи на те, що EAAJAF визнавали самофінансування основним підходом, з іншого боку, вони не відкидали зовсім можливість пограбування після повної перевірки цілей і методів.

### Ідеологія
Вивчаючи історію агресії Японії проти Кореї та айнів, EAAJAF набула свою «антияпонську ідеологію». «Виконавцями імперіалістичної агресії» нони вважали не лише тих, хто перебуває при владі, а й японські корпорації та робітників як і розглядали їх прийнятними об’єктами для нападу. Хара Хара Токей називає японський народ особливою назвою nittei hongokujin (яп. 日帝本国人), яка означає «люди, народжені японським імперіалізмом», і засуджує всіх простих громадян, які не підтримали «анти-японську боротьбу» як активних учасників імперії. У своїй заяві про свою відповідальність за вибух на заводі Mitsubishi Heavy Industries у 1974 році, вони виправдовували невибіркову терористичну атаку, кажучи: «Люди, яких було поранено або які загинули під час вибуху, не є звичайними громадянами. Вони є колонізаторами». Через ці небезпечні та надто самовпевнені ідеї, навіть за впливу тодішніх нових лівих, кількість людей, які підтримували EAAJAF, була невеликою. Навіть лідер Фронту Масасі Дайдодзі зрештою вибачився за свою тактику.
З 1970-х років більшість японських нових лівих організацій провели обережний «ситуаційний аналіз» і, спираючись на нього, планово діяли, щоб «розпочати революцію в Японії» за власними підготовленими планами, і здебільшого не ставились до японців як до окупантів та колонізаторів а шукали підтримки серед мас. Натомість, такі організації, як EAAJAF, виступали за «антияпонську ідеологію», і навіть якщо мали амбітну мету «знищити Японію», не мали конкретного плану її досягнення. Виходячи зі своєї ідеології, EAAJAF здійснювали терористичні атаки як «розплату за історичні гріхи японського імперіалізму», і вони, як правило, не звертали особливої уваги на те, чи мали вони підтримку населення чи ні, хоча вони стверджували, що трудівники Санья були справжніми воїнами-революціонерами.

### Членство
EAAJAF позділилася на невеликі терористичні осередки, символічно названі на честь тварин, щоб відобразити природу їхньої організації та теми її ідеології:
- Осередок Вовка порівнював «пригноблені маси», яких «мучили капіталісти», з вимерлим вовком Хонсю. Його членами були засновник Масасі Дайдодзі, його дружина Аяко Дайдодзі, а також Тосіакі Масунага та Норіо Сасакі.
- Осередок Ікла Землі поставив собі за мету створення ідеального світу без національних держав чи капіталістів і порівняв себе з іклами, що піднімаються із Землі, щоб протистояти їм. Його членами були Нодока Сайто та його дружина Юкіко Екіда.
- Осередок Скорпіона уподібнив себе скорпіону, який зруйнує великий капітал і великі будівлі за допомогою смертоносної отрути своєї маленької організації. Його членами були Йосімаса Курокава, Хісаіті Угаджін і Сатоші Кірішіма.

## Послідовники
У другій половині 1970-х років відбулася серія терористичних вибухів, які, як вважають, було злійснено антияпонськими ідеологами під впливом EAAJAF або Ryu Ota. Були випадки, коли терористичні атаки було здійснено людьми, які називали себе прихильниками або наступниками EAAJAF.
Хоча було визнано, що вони не мали прямого стосунку до ув’язнених членів EAAJAF, заяви про відповідальність від імені Східноазійського антияпонського збройного фронту було висунуто в серії терористичних вибухів на Хоккайдо між 1975 і 1976 роками, зокрема підрив поліцейської дільниці 19 липня 1975 року, в результаті якої було поранено чотирьох осіб, і вибух урядової будівлі 2 березня 1976 року, в результаті якого загинуло двоє. Кацухіса Оморі було винесено смертний вирок районним судом Саппоро за злочини в 1983 році, підтверджено у 1994 і 2007 роках, і зараз він перебуває в камері смертників, хоча він заявляє про свою невинуватість і визнає лише співчуття ідеям, які містяться в заявах про відповідальність. Іншим прихильником є Сабуро Като, який 27 жовтня 1977 року поранив шістьох під час вибуху Асоціації синтоїстських храмів у Токіо.
Наприкінці березня 1985 року стався випадок, коли в кількох великих супермаркетах поблизу станції JNR Йокогама було розміщено листи з погрозами, у яких було написано: «Я підірву цей магазин пластиковою вибухівкою. —Східноазійський антияпонський збройний фронт». У серії інцидентів було надіслано 40 таких листів а також було здійснено телефонні дзвінки з погрозами, зокрема з вимаганням грошей, але 30 березня поліція спіймала на гарячому учня третього курсу середньої школи з Мідорі-ку Йокогама. Він сказав, що його мотивом було вимагати гроші, як у справі Гліко Морінага, і що він також скопіював тактику Східноазійського антияпонського збройного фронту, про яку він дізнався в бібліотеці.

## Дивись також
- Нові ліві в Японії
- Антияпонізм
- Фракція Червоної Армії (Японія)
- Японська Червона Армія
- Об'єднана Червона Армія
- Хара Хара Токей
- Торі Кудо
- Революційний Комуністичний Союз, Нацком
- Японська революційна комуністична ліга (фракція революційних марксистів)
- Антинімці (політична течія)

## зовнішні посилання
- Веб-сайт з інформацією про Східноазійський антияпонський збройний фронт (яп.)